# Hammershøj (Øland Sogn)
|  | Denne artikel handler om Hammershøj i Jammerbugt Kommune. Hammershøj er også navnet på en større by i Viborg Kommune, se Hammershøj. |
 For alternative betydninger, se Hammershøj (flertydig). (Se også artikler, som begynder med Hammershøj)
Hammershøj er en lille landsby i Jammerbugt Kommune, der udgør den vestlige del af Østerby. Oprindeligt var der to landsbyer, men der er under 200 meter imellem, hvorfor de ifølge Danmarks Statistik udgør et samlet byområde. Hammershøj ligger i Øland Sogn og hører til Region Nordjylland.
Ifølge folkemunde er stedet navngivet efter en gammel smed, Anders Hammer, der havde smedje her sidst i 1800-tallet.